# Sanzhar Tursunov
Sanzhar Tursunov (29 de dezembro de 1986) é um futebolista profissional usbeque que atua como meia.

## Carreira
Sanzhar Tursunov representou a Seleção Usbeque de Futebol na Copa da Ásia de 2011 e 2015.